# Favas com chouriço

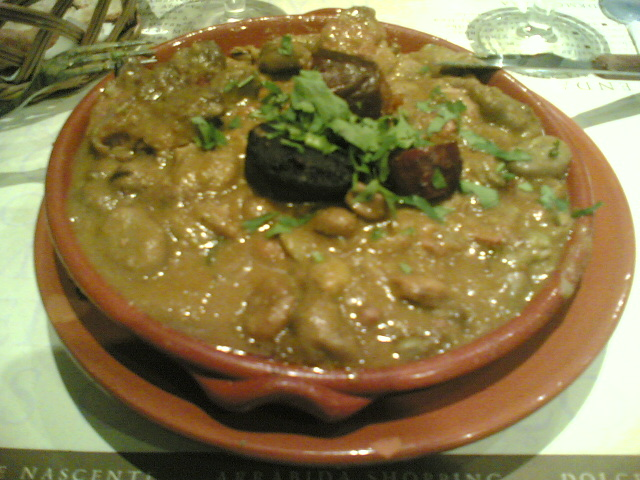
Favas com chouriço

As Favas com chouriço  ou Favas guisadas à portuguesa são um prato tradicional da gastronomia de Portugal.
Como o nome indica, o prato é confeccionado com favas e diversos tipos de enchidos, entre os quais o chouriço, o chouriço de vinho e a morcela. Existem diversas receitas, dependendo da região em que são confeccionadas, como por exemplo as de Almeirim e da Serra da Estrela, mas a base é semelhante. A partir de um refogado, as favas são guisadas na mesma água em que são cozidas as carnes.
Para além das favas e dos enchidos, podem ser usados também o toucinho, o entrecosto, os alhos, a cebola, os coentros, o azeite e o louro, entre outros ingredientes.
No fim da preparação, as favas são servidas cobertas com os enchidos e as restantes carnes.

## Curiosidades
Em 1979, o cantor e compositor português José Cid lançou a canção "A pouco e pouco", em cuja letra o sujeito poético pedia a sua esposa que lhe preparasse favas com chouriço. Mais de 20 anos mais tarde, a canção veio a ser conhecida pelo nome do prato, por este ser mencionado na letra de forma um pouco cómica.